# St. Walburga (Schwabbruck)

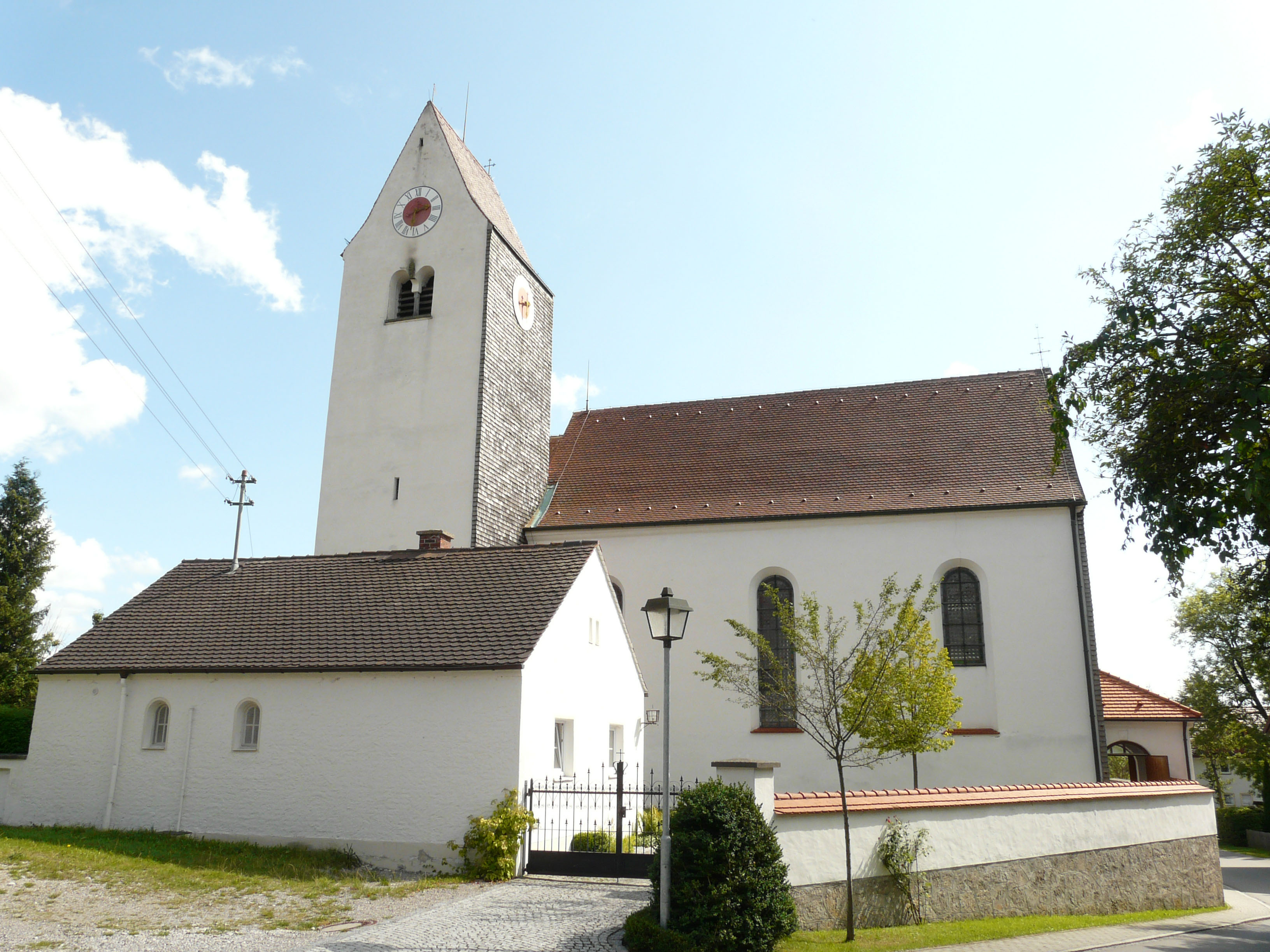
Kirche St. Walburga in Schwabbruck

Die römisch-katholische  Pfarrkirche St. Walburga in Schwabbruck, einer Gemeinde im oberbayerischen Landkreis Weilheim-Schongau, wurde in der späten Gotik erbaut. Hinter dem Hochaltar ist die Jahreszahl 1493 zu finden, auf dem grauen Taufstein die Jahresangabe 1477. Der Kirchturm ist mehr als 700 Jahre alt. Durch spätere Umbauten und Umgestaltungen während der Zeit des Barock und des Klassizismus wurden gotische Merkmale teilweise verdrängt.

## Patrone Schwabbrucks
Eine Abbildung der Kirchenpatronin St. Walburga aus dem Jahr 1885 ist im rechten Kirchenschiff zu sehen. Auf den beiden Seitenaltären sind St. Magnus, auch Apostel des Allgäus genannt, und St. Wendelin, Schutzheiliger der Haustiere, zu finden. Auf dem Hochaltar haben die Bistumsheiligen St. Ulrich und St. Afra ihren Platz gefunden.

## Beschreibung
Im Inneren der Kirche sind hervorragende Fresken aus dem Jahr 1795 erhalten, die der Augsburger Akademiedirektor Johann Josef Anton Huber geschaffen hat. Die Fresken zeigen den gesamten Osterfestkreis und machen die Kirche somit zu einer Oster- und Auferstehungskirche, eine Besonderheit unter den Dorfkirchen des Pfaffenwinkels. Die Fresken sind vom Bayrischen Generalkonservatorium als „...wertvolle Werke“ eingestuft worden. Die Orgel wurde 1883 von Balthasar Pröbstl erbaut. Sie verfügt über 7 Register auf einem Manual und Pedal. Eine Überholung erfolgte 2009.